# Carlo Zecchi
Carlo Zecchi (ur. 8 lipca 1903 w Rzymie, zm. 31 sierpnia 1984 w Salzburgu) – włoski pianista, dyrygent i pedagog muzyczny.
Uczył się muzyki w Rzymie i Berlinie, w wieku 17 lat zadebiutował jako pianista. Koncertował w Europie i USA, został uznany za wybitnego wykonawcę utworów Scarlattiego, Mozarta, Chopina i innych kompozytorów. Występował też w duecie z wiolonczelistą Enrico Mainardim. W 1937 był jurorem Międzynarodowego Konkursu im. Fryderyka Chopina. Prowadził pianistyczne kursy mistrzowskie w Accademia di Santa Cecilia w Rzymie i w Mozarteum w Salzburgu. Od 1947 występował jako dyrygent; współpracował m.in. z Wiedeńską Orkiestrą Kameralną.